# Nusa Laut
Nusa Laut è la più piccola isola abitata del gruppo delle Isole Lease, a est di Ambon, nella provincia indonesiana di Maluku. Si trova al largo dell'angolo sud-occidentale dell'isola di Saparua, da cui è separata da un profondo canale. Le coste dell'isola sono orlate da una barriera corallina inaridita.
I 5.780 abitanti di Nusa Laut (al 2020) vivono in sette villaggi: Leinitu, Sila, Nalahia e Ameth nel nord dell'isola, e Titawaai, Abubu e Akoon nel sud dell'isola. Parlano la lingua Nusa Laut, oltre all'indonesiano e al malese ambonese.
Nusa Laut ha una popolazione interamente cristiana ed è stata risparmiata dalle rivolte del 1999-2000 che hanno afflitto il resto della regione. I suoi villaggi hanno molte case e chiese in stile coloniale, due delle quali si contendono il titolo di chiesa più antica di Maluku. C'è anche un antico forte, il Fort Beverwijk della Compagnia Olandese delle Indie Orientali.
I visitatori vengono sull'isola per le sue spiagge e per le immersioni nella barriera corallina di Ameth, considerata uno dei migliori punti di immersione delle Isole Lease.